# 蛇眼蝶屬
蛇眼蝶屬（學名：Minois）是眼蝶亞科眼蝶族眼蝶亞族中的一個屬。物種分佈於歐亞。

## 下属物种
本属包括以下物种：
- 金色蛇眼蝶 Minois aurata
- 周氏蛇眼蝶 Minois choui [1]
- 蛇眼蝶 Minois dryas 
  - 蛇眼蝶大翅亚种 Minois dryas macropterous[1]
- 永澤蛇眼蝶 Minois nagasawae [2]
- 異點蛇眼蝶 Minois paupera

## 圖集

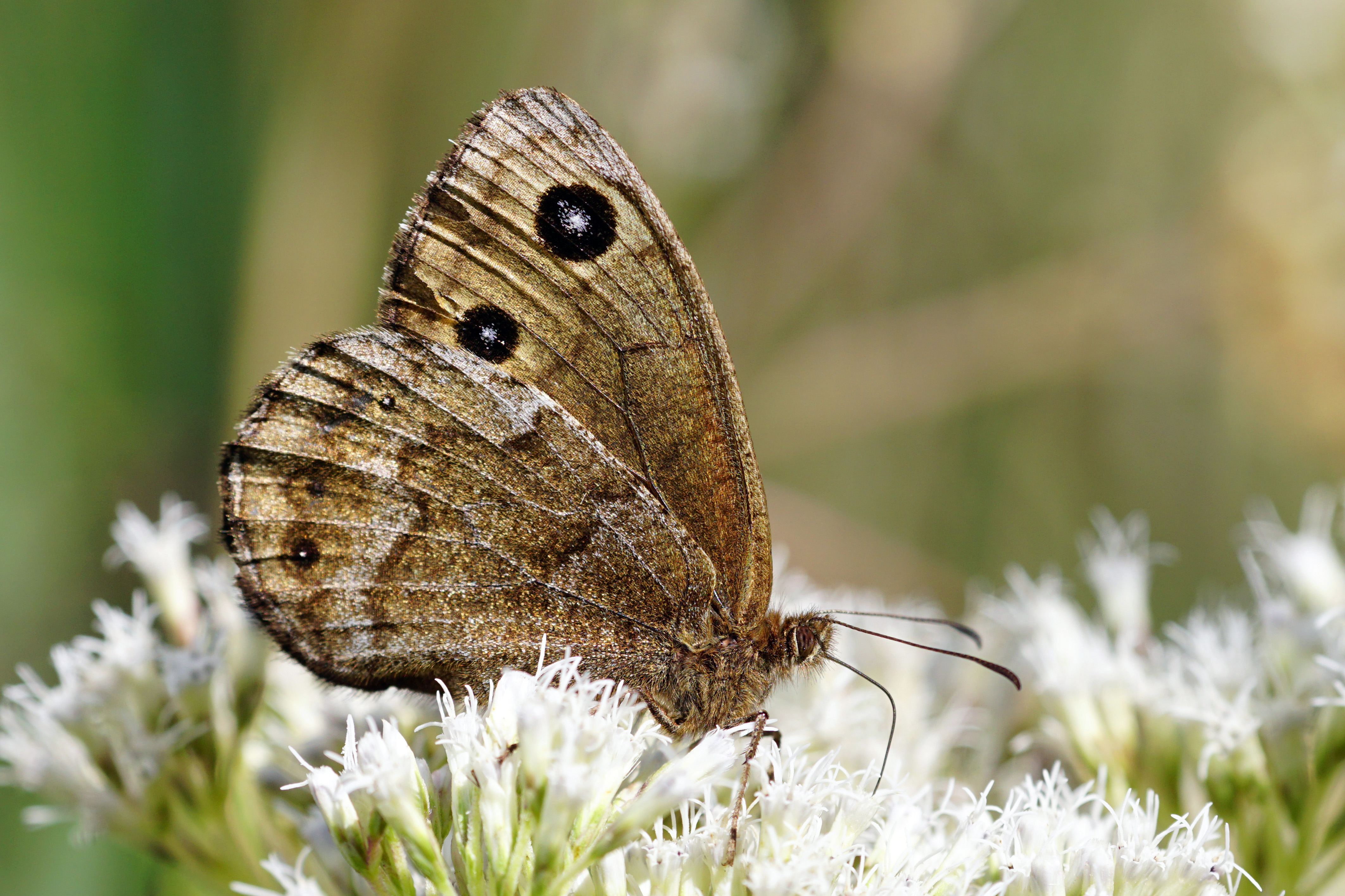
永澤蛇眼蝶 Minois nagasawae
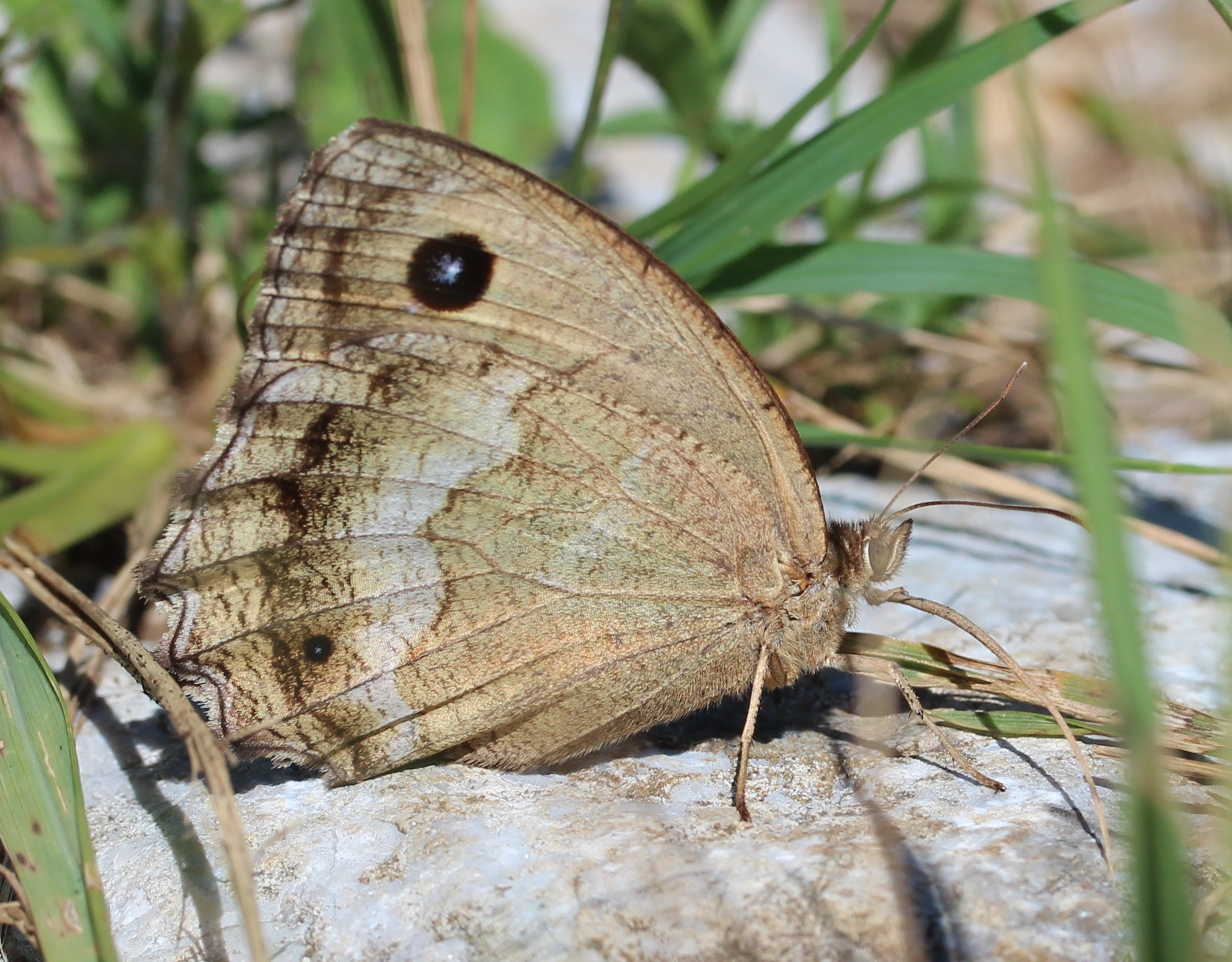
雌性蛇眼蝶 Minois dryas♀